# MROV
MROVは海洋研究開発機構（JAMSTEC）の浅海用ハイブリッド型無人潜水機。

## 概要
水温、溶解気体、微生物などの変化が大きい深度500メートルまでの浅海を、効率よく広範囲を探査可能な小型潜水機として、2004年にJAMSTEC海洋工学センターが広和株式会社と共同で開発した。
遠隔操作無人探査機（ROV）と自律型無人潜水機（AUV）の両方の機能を持ったハイブリッド型の無人潜水機で、光ファイバーケーブルによる有線遠隔操作を行うUROV(Untethered Remotely Operated Vehicle）モード、音響及び磁場による無線遠隔操作を行う音響・磁場遠隔モード、事前に入力した経路を航行する自律航行モードの3種類の運用が可能である。広域を探査するため、水平方向の移動能力に重点がおかれており、2ノットで4時間以上の航行能力がある。一方で、全長1.4メートル、重量80kgと小型であるため、小型船でも運用可能な簡便さを有する。
2008年11月には、ハイビジョンカメラを搭載した改良型のHDMROVを使用して、人工衛星を利用した深海探査機の遠隔制御実験に成功している。システムは基地局、中継局、洋上局、静止衛星で構成され、それぞれの端末はノートパソコン程度の設備で、洋上局からは映像と運用状態を、基地局からは運用指令を最大1.5Mbpsで通信する。洋上局は20cm角の小型アンテナで送受信を行うため、小型の漁船などでも運用可能である。
2008年11月18日と20日行われた試験では、神奈川県三浦市の油壺湾で東京大学の臨海丸を洋上局としてMROVを潜航させ、東京大学三崎臨海実験所に設置した中継局と、JAMSTEC横須賀本部の基地局の間を、宇宙航空研究開発機構（JAXA）および情報通信研究機構（NICT）の協力により、きく8号（ETS-III）で結んだ。洋上局から基地局への映像の伝送と、基地局からのMROVの遠隔操作が行われ、動揺する小型船からであってもハイビジョン映像が伝送可能な通信速度が確保可能であること、陸上の研究者が潜航調査に直接参加可能であることが確認された。

### 諸元
- 全長：1,4メートル[2]
- 全幅：0.7メートル[2]
- 高さ：0.4メートル[2]
- 重量：80kg[2]
- 最大潜行深度：1,000メートル[2]
- 航行速度：巡航2ノット、最大3ノット[2]
- 航続時間：4時間以上（2ノット時）[2]
- 観測機器：TVカメラ[2]